# Даніеле Паделлі
Данієле Паделлі (італ. Daniele Padelli, нар. 25 жовтня 1985, Лекко) — італійський футболіст, воротар клубу «Удінезе».

## Клубна кар'єра
Народився 25 жовтня 1985 року в місті Лекко. Вихованець юнацьких команд футбольних клубів «Лекко» та «Комо».
2003 року почав включатися до заявки головної команди «Комо», проте в офіційних матчах у її складі так і не дебютував. Також не провів жодної гри й за основну команду свого наступного клубу, «Сампдорії», до складу якого приєднався 2004 року.
Натомість протягом 2005–2011 грав за низку клубів на умовах оренди. Перший досвід виступів на дорослому рівні отримав у нижчоліговому «Піццигеттоне», ворота якого захищав протягом 2005–2006 років. Згодом був резервним голкіпером у «Кротоне» з Серії B, англійському «Ліверпулі», ще двох італійських друголігових командах — «Пізі» та «Авелліно». 2009 року був орендований представником італійського елітного дивізіону «Барі», за який, утім, протягом двох сезонів взяв учать лише у 6 іграх в усіх турнірах. 
З 2011 року два сезони захищав кольори команди іншого клубу Серії А «Удінезе», в якому також був запасним воротарем.
Основним воротарем вищолігової команди став лишу у 27-річному віці, перейшовши у травні 2013 року на правах оренди до «Торіно». Основний на той час воротар туринської команди бельгієць Жан-Франсуа Жилле був дискваліфікований за участь у договірних матчах і Паделлі отримав шанс, яким сповна скористався. За результатами сезону 2013/14 його було визнано відкриттям року серед воротарів італійського чемпіонату. Основним воротарем туринців був протягом трьох років, проте рівень його гри не задовільняв тренерський штаб клубу, через що перед початком сезону сезону 2016/17 «Торіно» орендував у «Манчестер Сіті» Джо Гарта, який витіснив з основи Паделлі. Тож останній рік свого контракту з туринським клубом Даніеле відробив у статусі резервиста англійця.
Влітку 2017 року на правах вільного агента уклав контракт з «Інтернаціонале», ставши одним з дублерів багаторічного безумовного основного воротаря команди словенця Саміра Хандановича. За чотири роки взяв участь лише в 9 іграх усіх турнірів.
28 травня 2021 року, після завершення контракту з «Інтером», на правах вільного агента повернувся до «Удінезе».

## Виступи за збірні
Протягом 2005–2006 років залучався до складу молодіжної збірної Італії. На молодіжному рівні зіграв у 8 офіційних матчах, пропустив 4 голи.
Наприкінці серпня 2014 року отримав свій перший виклик до національної збірної Італії, проте так жодного разу у її складі в офіційних матчах на поле не виходив.

## Статистика виступів

### Статистика клубних виступів
Станом на 10 січня 2016 року
| Сезон                      | Команда                    | Чемпіонат                  | Чемпіонат | Чемпіонат | Національний кубок | Національний кубок | Національний кубок | Континентальні кубки | Континентальні кубки | Континентальні кубки | Інші змагання | Інші змагання | Інші змагання | Усього | Усього |
| Сезон                      | Команда                    | Ліга                       | Ігор      | Голів     | Ліга               | Ігор               | Голів              | Ліга                 | Ігор                 | Голів                | Ліга          | Ігор          | Голів         | Ігор   | Голів  |
| -------------------------- | -------------------------- | -------------------------- | --------- | --------- | ------------------ | ------------------ | ------------------ | -------------------- | -------------------- | -------------------- | ------------- | ------------- | ------------- | ------ | ------ |
| 2003–04                    | «Комо»                     | B                          | 0         | -0        | КІ                 | 0                  | -0                 | -                    | -                    | -                    | -             | -             | -             | 0      | -0     |
| 2004–05                    | «Сампдорія»                | A                          | 0         | -0        | КІ                 | 0                  | -0                 | -                    | -                    | -                    | -             | -             | -             | 0      | -0     |
| 2005–06                    | «Піццигеттоне»             | C1                         | 33        | -29       | КІ                 | 1                  | -2                 | -                    | -                    | -                    | -             | -             | -             | 34     | -31    |
| 2006-січ. 2007             | «Кротоне»                  | B                          | 1         | -2        | КІ                 | 1                  | -1                 | -                    | -                    | -                    | -             | -             | -             | 2      | -3     |
| січ.-чер. 2007             | «Ліверпуль»                | ПЛ                         | 1         | -2        | КА+КЛ              | 0                  | -0                 | ЛЧ                   | 0                    | -0                   | СКА           | -             | -             | 1      | -2     |
| 2007–08                    | «Піза»                     | B                          | 7         | -10       | КІ                 | 1                  | -3                 |                      | -                    | -                    |               | -             | -             | 8      | -13    |
| 2008–09                    | «Авелліно»                 | B                          | 15        | -23       | КІ                 | 0                  | -0                 | -                    | -                    | -                    | -             | -             | -             | 15     | -23    |
| 2009–10                    | «Барі»                     | A                          | 1         | -3        | КІ                 | 0                  | -0                 | -                    | -                    | -                    | -             | -             | -             | 1      | -3     |
| 2010–11                    | «Барі»                     | A                          | 2         | -3        | КІ                 | 3                  | -5                 | -                    | -                    | -                    | -             | -             | -             | 5      | -8     |
| Усього за «Барі»           | Усього за «Барі»           | Усього за «Барі»           | 3         | -6        |                    | 3                  | -5                 |                      | -                    | -                    |               | -             | -             | 6      | -11    |
| 2011–12                    | «Удінезе»                  | A                          | 0         | -0        | КІ                 | 0                  | -0                 | ЛЧ+ЛЄ                | 0                    | -0                   | -             | -             | -             | 0      | -0     |
| 2012–13                    | «Удінезе»                  | A                          | 9         | -13       | КІ                 | 1                  | -1                 | ЛЧ+ЛЄ                | 0+2                  | -2                   | -             | -             | -             | 12     | -16    |
| 2013–14                    | «Торіно»                   | A                          | 38        | -47       | КІ                 | 1                  | -2                 | -                    | -                    | -                    | -             | -             | -             | 39     | -49    |
| 2014–15                    | «Торіно»                   | A                          | 25        | -31       | КІ                 | 1                  | -2                 | ЛЄ                   | 12                   | -9                   | -             | -             | -             | 38     | -42    |
| 2015–16                    | «Торіно»                   | A                          | 35        | -50       | КІ                 | 0                  | -0                 | -                    | -                    | -                    | -             | -             | -             | 35     | -50    |
| 2016–17                    | «Торіно»                   | A                          | 2         | -4        | КІ                 | 2                  | -1                 | -                    | -                    | -                    | -             | -             | -             | 4      | -5     |
| Усього за «Торіно»         | Усього за «Торіно»         | Усього за «Торіно»         | 100       | -132      |                    | 4                  | -5                 |                      | 12                   | -9                   |               | -             | -             | 116    | -146   |
| 2017–18                    | «Інтернаціонале»           | A                          | 0         | -0        | КІ                 | 1                  | -0                 | -                    | -                    | -                    | -             | -             | -             | 1      | -0     |
| 2018–19                    | «Інтернаціонале»           | A                          | 0         | -0        | КІ                 | 1                  | -2                 | ЛЧ+ЛЄ                | 0+0                  | -0                   | -             | -             | -             | 1      | -2     |
| 2019–20                    | «Інтернаціонале»           | A                          | 3         | -4        | КІ                 | 1                  | -1                 | ЛЧ+ЛЄ                | 0+2                  | 0 + -1               | -             | -             | -             | 6      | -6     |
| 2020–21                    | «Інтернаціонале»           | A                          | 1         | -1        | КІ                 | 0                  | 0                  | ЛЧ                   | 0                    | 0                    | -             | -             | -             | 1      | -1     |
| Усього за «Інтернаціонале» | Усього за «Інтернаціонале» | Усього за «Інтернаціонале» | 4         | -5        |                    | 3                  | -3                 |                      | 2                    | -1                   |               | -             | -             | 9      | -9     |
| 2021–22                    | «Удінезе»                  | A                          | 0         | 0         | КІ                 | 0                  | 0                  | -                    | -                    | -                    | -             | -             | -             | 0      | 0      |
| Усього за «Удінезе»        | Усього за «Удінезе»        | Усього за «Удінезе»        | 9         | -13       |                    | 1                  | -1                 |                      | 2                    | -2                   |               |               |               | 12     | -16    |
| Усього за кар'єру          | Усього за кар'єру          | Усього за кар'єру          | 173       | -221      |                    | 14                 | –                  |                      | 16                   | -12                  |               | -             | -             | 203    | -253   |

## Титули і досягнення
- Чемпіон Італії (1):

«Інтернаціонале»: 2020–21